# نوبهار کردیان
نوبهارکردیان، روستایی از توابع بخش باخرز شهرستان تایباد در استان خراسان رضوی ایران است.

## جمعیت
این روستا در دهستان باخرز قرار دارد و براساس سرشماری مرکز آمار ایران در سال ۱۳۸۵، جمعیت آن ۲۷۶ نفر (۷۱خانوار) بوده‌است.